# Брат якудзы
«Брат якудзы» (в оригинале — Брат, англ. Brother) — криминальная драма кинорежиссёра Такэси Китано. 
Единственный фильм Китано, снятый в США.

## Сюжет
Ямамото — уже немолодой якудза, который всю жизнь убивал людей, работая на благо семьи. В очередной кровавой войне глава семьи погибает. У выживших членов семьи выбор невелик. Либо присягнуть на верность победителям и всю жизнь мириться с позором и недоверием, либо умереть, совершив сэппуку. Харада избрал подчинение, а Ямамото, поддавшись на уговоры названного брата, скрылся в Лос-Анджелесе, вместе со своим верным помощником Като. Там он находит сводного брата Кена, который приторговывает наркотиками со своими афроамериканскими друзьями. При первой же встрече Ямамото за дерзкое поведение поранил одного из друзей брата — Дэнни, который, впрочем, скоро стал его близким другом. Всю жизнь привыкший жить в семье и по её законам, Ямамото создаёт из неудачливой шайки Кена новую семью — свою. Он быстро и жестоко расправляется с мексиканскими боссами и берёт под контроль их территорию в Лос-Анджелесе. Семья заключает союз ценой жизни Като с Шираси — боссом района Маленькое Токио, что делает её ещё сильнее. Теперь все уважительно зовут Ямамото Аники (яп. — 兄貴, Старший брат). Но Аники вдруг резко теряет интерес к делам семьи, заводит подружку, и с тех пор сидит в сторонке и о чём-то думает…
В заключительной части фильма итальянская мафия требует у клана Ямамото часть их прибыли. Шираси предлагает им 20 процентов, но итальянцы требуют 50. Начинается война. Первым погибает Шираси, взорванный в собственном автомобиле. Его помощник с людьми Ямамото едет в дом к мафии, чтобы отомстить за своего названного брата, но в неравном бою они все погибают. Аники и его брат Кен понимают, что проиграли и пытаются бежать из города. По пути они заезжают в дом к Дэнни и находят его мать убитой. Кен решает спасаться, с позволения брата, а Ямамото и Дэнни идут мстить.
Похитив босса мафии, они везут его за город, где заставляют играть в «игру» — тянуть три из пяти проволок, привязанных к пистолету — если ему повезет — они его отпустят. На третьей попытке пистолет стреляет, но мимо.
Аники везет перепуганного итальянца в машине, а затем отдает свою сумку, с которой он впервые приехал в Лос-Анджелес, Денни и велит бежать.
В конце фильма мы видим, как Ямамото отпускает связанного главаря мафии идти по пустой дороге, а сам пытается дозвониться из придорожного кафе до брата, который уже где-то лежит убитый.
В финале приезжают мафиози на трех машинах и расстреливают из автоматов вышедшего к ним из кафе Ямамото, а тем временем Дэнни, уезжающий из города на такси, обнаруживает в сумке огромную сумму денег — возвращение «долга» Аники с процентами за его жульничество в кости.

## В ролях
- Бит Такэси — Аники Ямамото
- Омар Эппс — Дэнни
- Сусуму Тэрадзима — Като
- Куродо Маки — Кен
- Рэн Осуги — Харада
- Масая Като — Шираси
- Рё Исибаси — Исихара
- Ломбардо Бойяр — Мо
- Джеймс Шигета — Сугимото
- Татьяна Али — Латифа
- Энтуон Таннер — Колин
- Тьюзди Найт — проститутка
- Амори Ноласко — Виктор
- Пэт Морита — игрок в покер

## Номинации и награды
- 2002 — премия «Mainichi Film Concours» в категории «Лучший актёр второго плана» (Сусуму Тэрадзима).
- 2002 — номинация на премию «Black Reel Awards» в категории «Лучший актёр второго плана» (Омар Эппс).

## Оценки
Кинорежиссёр Алексей Балабанов высоко отозвался о фильме «Брат якудзы» и самурайской идее в творчестве Такэси Китано в целом, назвав японского режиссёра патриотом национальной культуры.